# Titularbistum Caesariana
Caesariana (ital.: Cesariana) ist ein Titularbistum der römisch-katholischen Kirche. 
Das Bistum Caesariana war in Numidien angesiedelt, einer historischen Landschaft in Nordafrika, die weite Teile der heutigen Staaten Tunesien und Algerien umfasst.
| Titularbischöfe von Caesariana |                      |                                        |                 |                   |
| Nr.                            | Name                 | Amt                                    | von             | bis               |
| 1                              | Fulton John Sheen    | Weihbischof in New York (USA)          | 28. Mai 1951    | 21. Oktober 1966  |
| 2                              | Angelo Felici        | Apostolischer Nuntius                  | 22. Juli 1967   | 28. Juni 1988     |
| 3                              | Giovanni Lajolo      | Apostolischer Nuntius Kurienerzbischof | 3. Oktober 1988 | 24. November 2007 |
| 4                              | Jossafat Oleh Howera | Exarch von Lutsk (Ukraine)             | 15. Januar 2008 |                   |